# 大谷明
大谷 明（おおたに あきら、1973年（昭和48年）3月2日 - ）は、日本の政治家。茨城県ひたちなか市長（2期）。元茨城県議会議員（1期）。

## 来歴
茨城県勝田市（現・ひたちなか市）出身。勝田市立長堀小学校（現・ひたちなか市立長堀小学校）、勝田市立第一中学校（現・ひたちなか市立勝田第一中学校）、茨城高等学校卒業。1995年（平成7年）3月、中央大学経済学部国際経済学科卒業。同年4月、読売広告社に就職。2008年（平成20年）、松下政経塾に入塾。
2010年（平成22年）12月12日に行われた茨城県議会議員選挙のひたちなか市選挙区（定数3）に無所属で立候補し初当選した。民主党公認の現職の佐々木忠男は次点で落選した。
2014年（平成26年）11月16日に行われたひたちなか市長選挙に立候補。現職の本間源基（自民党・民主党・公明党推薦）との一騎打ちに敗れ、落選。
2018年（平成30年）11月18日に行われた市長選に再度挑戦。笠間市前副市長の久須美忍（自民党・国民民主党推薦）を破り初当選を果たした。投票率は45.29%。この選挙において、大谷も久須美も東海第二原発の再稼働の是非について明言はしなかった。11月27日、市長就任
2022年 (令和4年) 11月20日に行われた市長選で元市議の鈴木一成 (自民党推薦) を破り再選。

## 人物
- 家族は妻と1女1男。
- ミュージシャンのイカルス渡辺は中学時代の同級生[7]。